# Amurstork
Amurstork (Ciconia boyciana) är en utrotningshotad asiatisk fågel i familjen storkar inom ordningen storkfåglar.

## Utseende
Amurstorken är en typisk svartvit stork med en kroppslängd på 100-115 centimeter. Den är liksom vit stork (Ciconia ciconia) vit med röda ben och svarta vingpennor, men näbben är svart istället för röd och är dessutom längre och mer uppsvängd. Vidare visar den oftast gråvitt på armpennefjädrarnas ytterkanter.

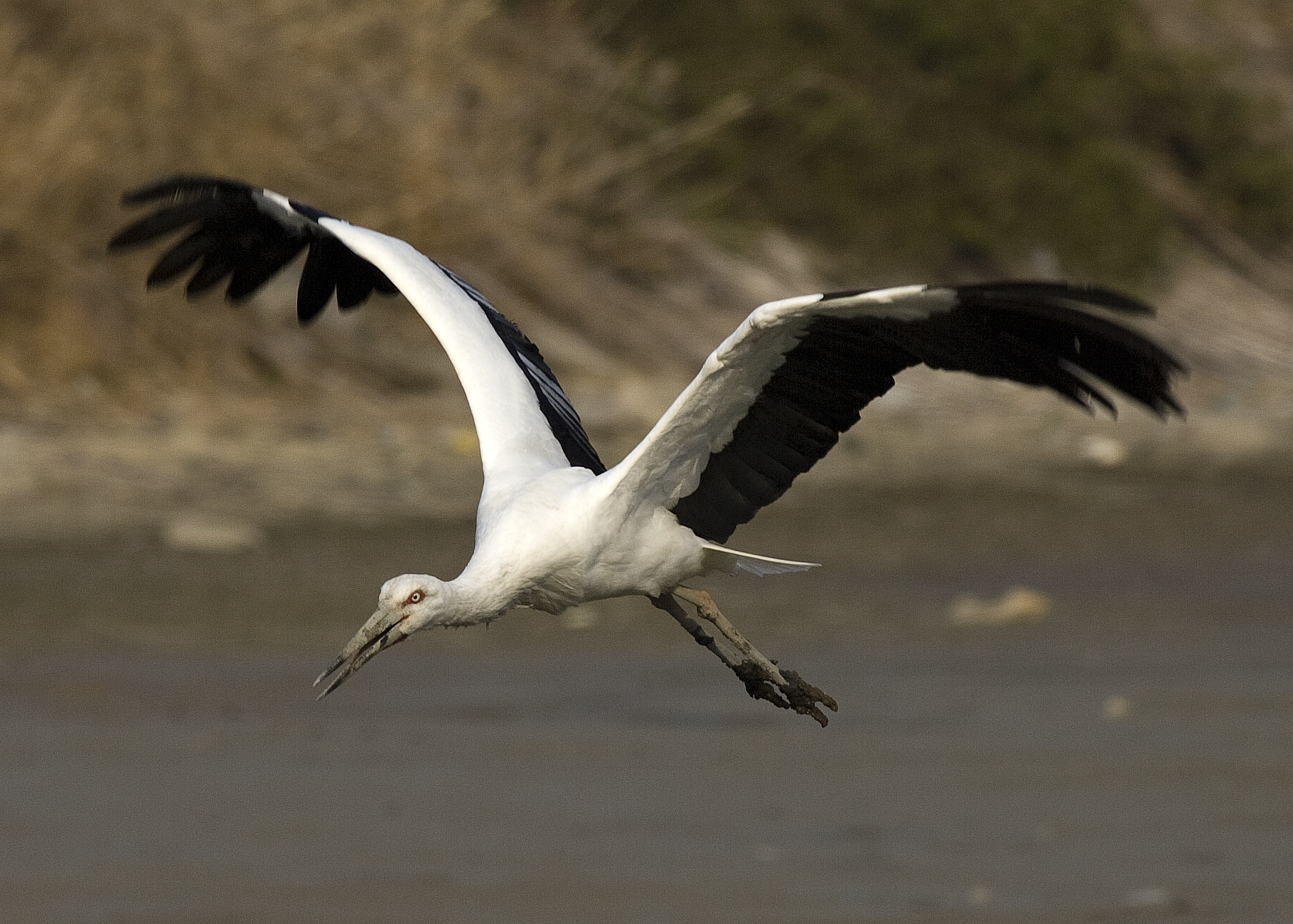
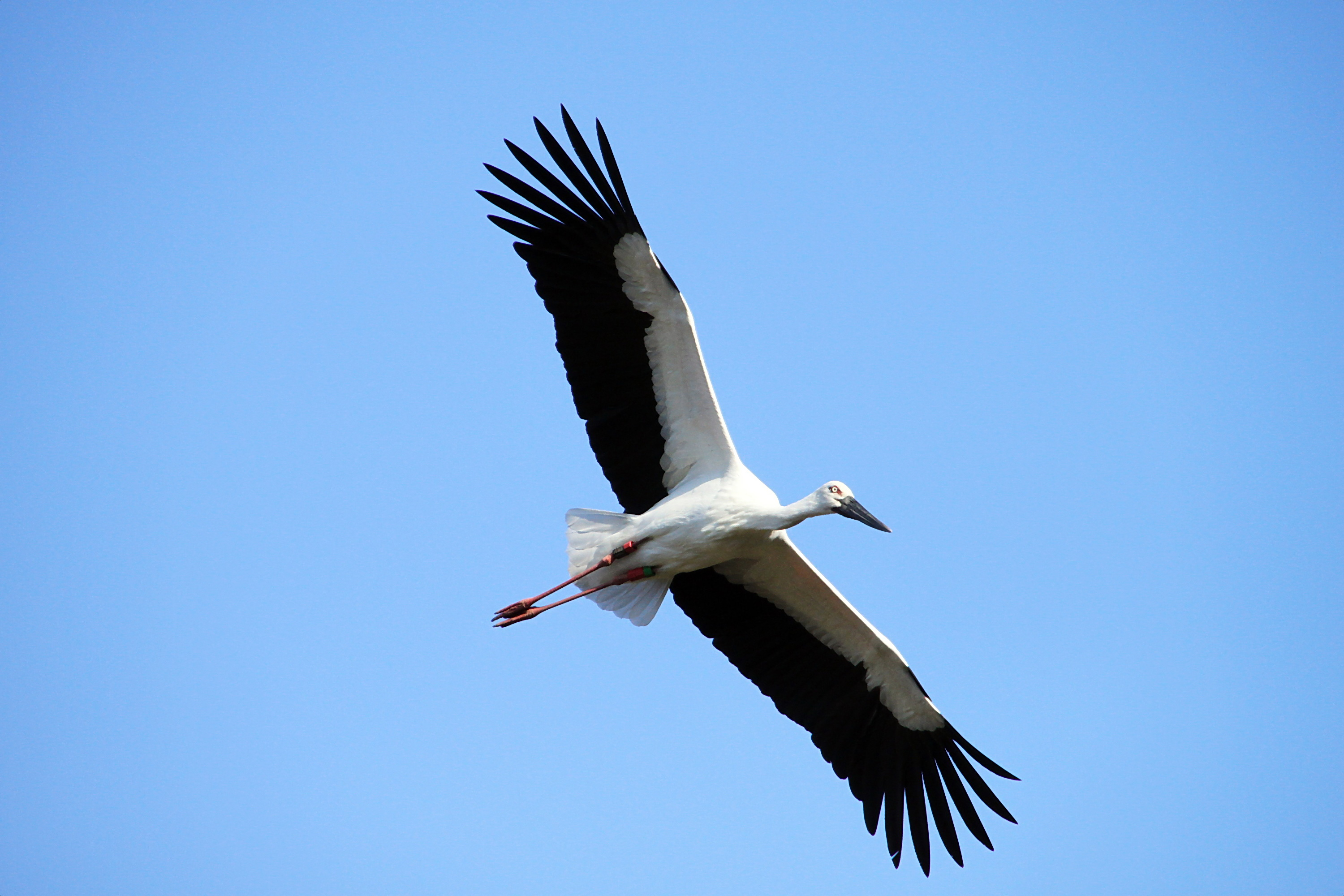
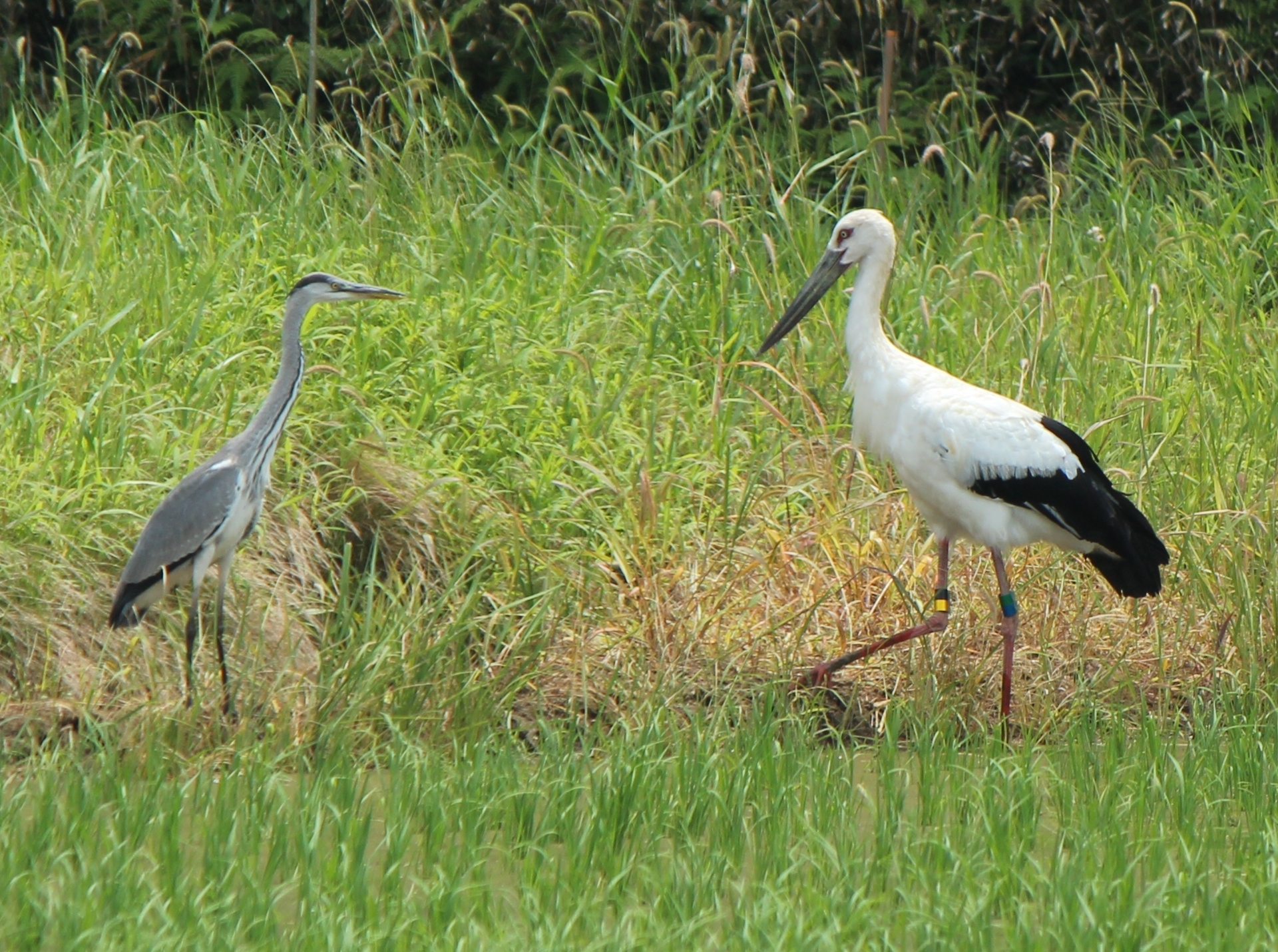

## Utbredning och levnadssätt
Den är en flyttfågel som till största delen häckar i Amur och Ussuri i gränsområdena av Ryssland och Kina. Ett litet antal häckar även i de lägre områdena kring Wuyuerhefloden i Heilongjiangprovinsen i Kina. Sommartid förekommer den även som icke-häckande i östra Mongoliet. Den övervintrar främst utmed Yangtzefloden i södra Kina, så långt söderut som till Taiwan och Hongkong. Ett mindre antal övervintrar också i Nord- och Sydkorea, och Japan. Oregelbundet övervintrar den även i Filippinerna, nordöstra Indien, Laos och Bangladesh.

Gult betecknar häckningsområde, blått övervintringsområde.

### Ekologi
Amurstorken häckar i höga träd, men även på av människan skapade strukturer som kraftledningsstolpar. Den lever av fisk och smådjur som den födosöker efter på grunt vatten (20-30 millimeter) i öppna sötvattensvåtmarker, ibland även vid kustnära tidvattensslätter. Den ses även ofta i risfält.

## Systematik
Amurstorken behandlades tidigare ofta som underart till vit stork, men erkänns nu allmänt som egen art. Den behandlas som monotypisk, det vill säga att den inte delas in i några underarter.

## Status och hot
Fågeln är mycket fåtalig med en världspopulation på endast 1.000 till 2.500 vuxna individer och minskar dessutom kraftigt i antal till följd av habitatförstörelse. IUCN kategoriserar därför arten som starkt hotad.

## Namn
Fågelns vetenskapliga artnamn hedrar Robert Henry Boyce (1834-1909), brittisk ingenjör, utforskare och tjänsteman verksam i Shanghai, Kina. Fågeln har på svenska även kallats svartnäbbad stork.